# Cheiracanthium apia
Cheiracanthium apia es una especie de araña del género Cheiracanthium, familia Cheiracanthiidae, suborden Araneomorphae. Fue descrita científicamente por Platnick en 1998.

## Distribución
Se distribuye por Samoa.